# Plagiocladus diandrus
Plagiocladus diandrus är en emblikaväxtart som först beskrevs av Ferdinand Albin Pax, och fick sitt nu gällande namn av Jean F.Brunel. Plagiocladus diandrus ingår i släktet Plagiocladus och familjen emblikaväxter. Inga underarter finns listade i Catalogue of Life.